# شبکه بی‌سیم مش

از میان چندین سیستم بیسیم کلان و بزرگ که زیربنای ارتباطی آن‌ها وابسته به تجهیزات منحصربه‌فرد فرستنده گیرنده‌است، شبکه مش مورد استفاده قرار می‌گیرد.
سیستم شبکه سازی مش خودبهبود است بدین معنی که شبکه می‌تواند راه اندازی شود زمانیکه یکی از گره‌ها نابود شده‌است یا اتصالات در حال نابودی است، شبکه می‌تواند به کار خود ادامه دهد. نتیجه اینکه این مدل شبکه بسیار قابل اطمینان و تضمین شده‌است.
این مبحث قابل اجراست برای شبکه‌های بیسیم، شبکه‌های سیم کشی و نرم‌افزارهایی که اثر متقابل دارند.
نمایش متحرکی از شبکه بیسیم مش در سمت راست شکل نشان داده شده‌است. نگاه کنید چه اتفاقی می‌افتد زمانیکه گره‌های مش فعال می‌شوند (با روشن شدن لامپ سبز جعبه راه اندازی می‌شود.
هر گره با شنیدن پیام و انتشار آن به کل شبکه باعث راه اندازی اتوماتیک شبکه می‌شود. همچنین نگاه کنید که چه اتفاقی می‌افتد زمانیکه یک گره دچار مشکل می‌شود. گره‌ها به صورت پشت سرهم خود را بازیابی و به روز می‌کنند و گزینش مسیر را با توجه به بازیابی جدید انجام می‌دهند.
شبکه به این صورت اتصال اتوماتیک برای آینده خود انجام می‌دهد و ظرفیت اضافه برای آینده در نظر می‌گیرد.

## تاریخچه
شبکه مش بیسیم دارای سه نسل از تکنولوژی است. هر نسل با طی کردن مسیر نسل قبل و اعتبار و قابلیت اطمینان بیشتر برای ارائهٔ محدودهٔ بیشتر با نسل قبل ادغام می‌شود. (این کار برای استفاده از تجربه‌های نسل قبل و افزایش راندمان کاری و زمانی و قابلیت‌های بیشتر است) برخی نسل‌های اولیه که مولتی هاب (هاب قطعه‌ای که چند اتصال را به هم متصل می‌کند) بودند که:درگیری اتصالات تعدادی گره با گره دیگر است، برای ساخت واجرای شبکه سازی مش و گسترش آن در محیط‌های بزرگ کافی نبودند.

## ساختار شبکه

### معماری
شبکه‌های بیسیم مش: شناسایی و مسیریابی سرویس گیرنده‌ها از مبدأ.
پایه و اساس شبکه‌های مش بیسیم سرویس گیرنده:هدف از پیکربندی و ایجاد و اجرای شبکه واقعی سرویس گیرنده، مسیر یابی است.
شبکه‌های مش ترکیبی: این نوع سرویس گیرنده‌های می‌توانند با ترکیب خود با شبکه‌های مش مجاور عملکرد خوبی را ارائه دهند وبا اتصال به کل شبکه همهٔ نقاط را مسیریابی کنند.

### مدیریت
این نوع زیر بنا برای شبکه سازی می‌تواند به شکل غیر متمرکز (بدون سرویس دهندهٔ مرکزی) یا مدیریت مرکزی (با سرویس دهندهٔ مرکزی) مدیریت شود. هر دو نوع مدیریت نسبتاً ارزان و کم خرج و قابل اطمینان و پیشرفت هستند.
در این نوع شبکه سازی هر گره فقط به یک فرستنده احتیاج دارد تا جاییکه به گره بعدی برسد، هر گره به صورت یک تکرار کننده عمل می‌کند.
گره‌ها کار تکرار کننده‌ها را انجام می‌دهند برای فرستادن داده‌ها از نزدیکترین گره به گره نظیرش که در فاصلهٔ بسیار دورتر از آن در خارج از دسترس قرار دارد.
نتیجتاً این نوع شبکه می‌تواند گستردگی و دوری مسافت داشته باشد بخصوص در مناطقی که ناهموار هستند و امکان سیم کشی زمینی و مخابرهٔ سیمی وجود ندارد.
در شبکه‌های مش برای قابل اطمینان بودن در مواقع ضروری، هر گره می‌تواند متصل شود به چندین گرهٔ دیگر. اگر یک گره از سرویس خارج شود یا سخت‌افزارهای آن دچار مشکل شود، نزدیکترین گره به سادگی مسیر خروجی و اتصال به مقصد مورد نظر را پیدا می‌کند.
علاوه بر این همیشه گره‌هایی به عنوان گره ذخیره برای ذخیره در آینده در مواقعی که نیاز باشد، پیش‌بینی می‌شود.

### کاربردها
شبکه‌های مش برای سیستم‌های موبایل (سیار) یا تلفن (ثابت) به کار گرفته می‌شود. مش می‌تواند راه حلی متمایز باشد برای مواقع اضطراری در مواقعی که امکان ارتباطات مشکل است:در تونل‌ها، مکانهای حفر نفت که در آن امکان ورود کلیه افراد نیست و نیاز به ابزارهای کاربردی مثل شبکه ویدئوی بی‌سیمی است تا بدین شکل به کار به صورت زنده و بی‌درنگ با ماشین‌های زمان‌سنج و سرعت سنج عملیات را انجام داد.

### عملکرد

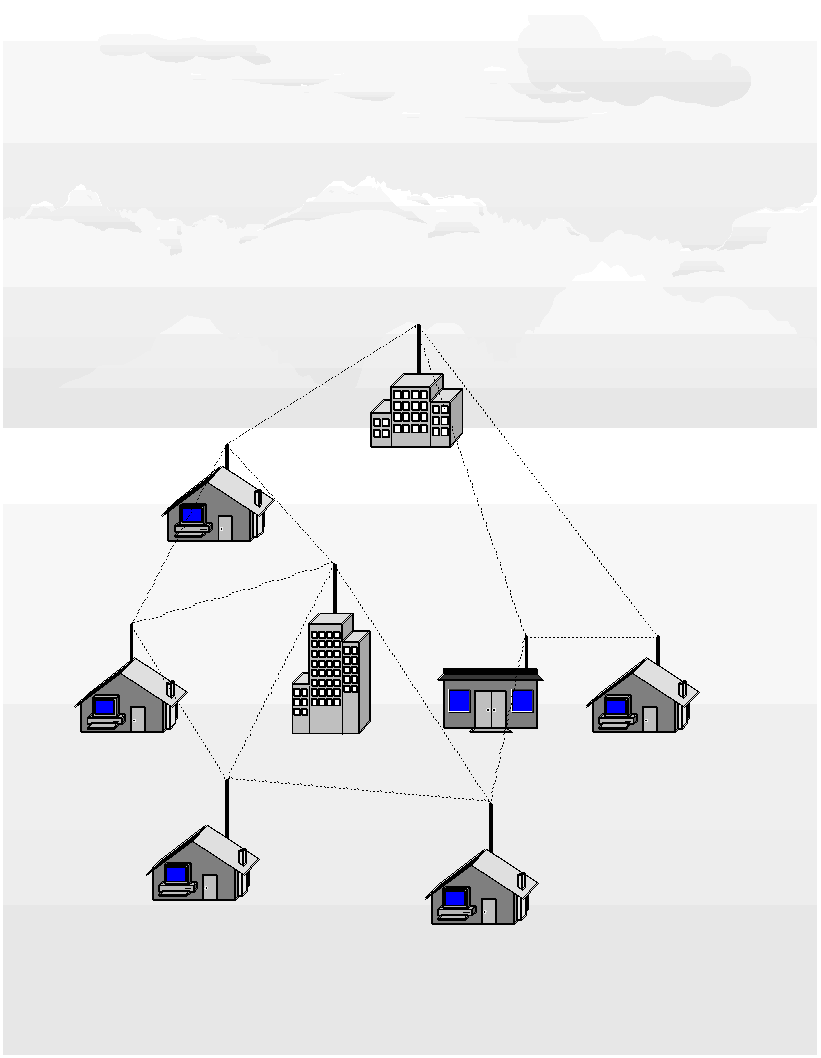

بسته‌ها مطابق مقصد روی سیم قرار می‌گیرند. در روی اینترنت داده‌ها از یک ابزار به ابزار بعدی می‌روند و یک به یک روی ابزارها پخش می‌شوند تا زمانیکه به مقصد برسند.
عملیاتی که سبب می‌شود هر بسته به مقصد برسد مسیریابی پویا نام دارد و مقدور می‌سازد که بسته در ابزارها پذیرفته شود. در اینطور ابزارها ی مسیریابی پویا هر ابزاری نیازمند تبادل اطلاعات مسیریابی خود با به صورت بی‌درنگ است، تا آن را با ابزار دیگر چک کند.
در مرحلهٔ بعد هر قطعه سپس تعیین می‌کند که با داده‌های دریافتی چه عملی انجام دهد، آن را به ابزار بعدی بفرستد یا نگه دارد.
نمودار مسیریابی همیشه برای مواقعی استفاده می‌شود که تضمین کند داده‌ها بهترین و سریعترین مسیر رابرای رسیدن به مقصد پیدا کنند.

### شبکهٔ رادیویی چند گانه
انتخاب تکنولوژی رادیویی برای شبکه‌های مش بی‌سیمی یک انتخاب دشوار و سخت است. درشبکه‌های بی‌سیمی قدیمی، لپ‌تاپها در هر کجا که به یک نقطهٔ دسترس وصل می‌شد، هر لپ‌تاپ مجبور بود که پهنای باند خود را در آن نقطهٔ دسترس با لپ‌تاپ دیگر به اشتراک بگذارد. (که حاصلش کاهش سرعت و پهنای باند بود) با تکنولوژی مش فقط با وصل شدن به یک ابزار قادر خواهد بود که به تمام ابزارهای موجود در آن محدوده متصل شود. مزیت این سیستم آن است که بار شبکه متعادل و طبیعی نگه داشته می‌شود و ابزارهای بیشتر با پهنای باند بیشتر بدون محدودیت خاص در دسترس همه هستند.
در این صورت هاب‌ها (که چند نقطه را به هم وصل می‌کنند) ترافیک مسیر را در حد متوسط و پایین نگه می‌دارند.
به شکل توجه کنید:

### تکنیک‌های رادیویی
- نقشه سوارسازی فرکانسی:

به منظور دستیابی صحیح به نرخ انتقال بیشتر، نیاز بود به طراحی و نقشهٔ انتقال باند پهنی غیر ازOFDM و UWB.
- آنتن پیشرفتهٔ پردازش:

در بردارندهٔ سیستم هدایت کننده، هوشمند، و آنتن چند منظوره‌است. به دلیل پیچید گی و هزینه‌های بسیار بالا تا این زمان از این تکنولوژی به صورت گسترده و تجارتی استفاده نشده و فراتر نرفته‌است.
- طیف مدیریتی انعطاف‌پذیری:

برای استفادهٔ کاربردی از تکنیک سریع فرکانسی نیاز به کاوش زیاد در این زمینه‌است تا مدیریت آن به بهترین شکل انجام پذیرد.
- کنترل دسترسی چند رسانه‌ای:

لایهٔ جستجوی عبوری علاوه بر اینکه باید بر بهره‌برداری بهتر و پیشرفته تر برای آینده نظارت کند، در آینده به شکل لایهٔ فیزیکی ارائه شود.

## پروتکل‌ها
برای مسیریابی بسته‌ها در سراسر شبکهٔ مش در اینجا بیش از ۷۰ طرح و نقشهٔ قابل رقابت ارائه شده‌است. تعدادی از آن‌ها در برگیرندهٔ موارد زیر است:
- DSDV: مسیریابی جهت – توالی مسافت‌ها - مقصد
- AODV: جهت‌های مسافت برای تقاضاهای تک کاره
- B.A.T.M.A.N: بهبود و اطمینان برای شبکه سازی ویژهٔ موبایل
- PWRP: قراردادهای قابل پیش‌بینی برای مسیر یابی بیسیم
- DSR: نبع مسیریابی پویا
- OLSR: پیوند کیفیت مسیریابی بهینه‌سازی شده در قراردادها
- OORP: روش مسیریابی قراردادها
- TORA: نمودار مسیریابی فرضی سفارش داده شده

سازمان IEEE مجموعه‌ای را استاندارد کرده تحت نام ۸۰۲٫۱۱ که برای معماری پروتکل‌هایی که برای شبکه سازی مش توسط سازمان استاندارد سازی اروپا تعریف شده‌است.

مزایا:
- اتصال قطع نمیشود (Self Healing)
- توسعه پذیری راحت (Scable)
- مورد اطمینان (Reallability)
- هزینه (cost)

معایب :
عیب خاص و قابل ذکری وجود ندارد.